# Bonfils-Caleb Bimenyimana
Bonfils-Caleb Bimenyimana (* 21. November 1997 in Bujumbura) ist ein burundischer Fußballspieler auf der Position eines Stürmers.

## Vereinskarriere

### Karrierebeginn in der Heimat und Wechsel nach Ruanda
Bonfils-Caleb Bimenyimana, der zu diesem Zeitpunkt in seiner Heimat für den Erstligisten und Rekordmeister Vital’O FC spielte, kam im Jahre 2017 zu seinem Debüt in der burundischen Fußballnationalmannschaft. Die Saison 2016/17 schloss er mit dem amtierenden Meister auf dem dritten Tabellenplatz ab. Im August 2017 wechselte Bimenyimana in die höchste ruandische Fußballliga zum dort aktiven Rayon Sports FC. Da sich die Mannschaft als Meister der Saison 2016/17 für die Teilnahme an der Vorrunde zur CAF Champions League 2018 qualifiziert hatte, nahm Bimenyimana mit seinem Team im Februar 2018 daran teil und besiegte den burundischen Klub LLB Académic FC mit einem Gesamtscore von 2:1. In der darauffolgenden ersten Runde war trotz eines 0:0-Remis im Hinspiel nach einer 0:2-Niederlage im Rückspiel gegen die Mamelodi Sundowns aus Südafrika Schluss. Als unterlegene Mannschaft stieg Rayon Sports daraufhin in die zweite Runde des CAF Confederation Cups 2018 ein. Nach Siegen über den CD Costa do Sol in Runde 2, einem zweiten Platz in der nachfolgenden Gruppe D schaffte Bimenyimana mit seinem Team den Einzug in die Finalrunde. Erst dort endete – nach einem 0:0-Remis im Hinspiel – der Durchzug von Rayon Sports bei einem 1:5 im Rückspiel gegen den FC Enyimba.

### Über Ruanda nach Lettland, Litauen und die Slowakei
Rund drei Monate zuvor hatte die Mannschaft die Saison 2017/18 beendet, rangierte auf dem dritten Tabellenplatz und hatte dabei neun Punkte Rückstand auf Vizemeister AS Kigali, sowie 14 Punkte Rückstand auf den APR FC. Die nachfolgende Spielzeit 2018/19 absolvierte Bimenyimana nur mehr bis zur Hälfte und rangierte nach 15 Runden mit der Mannschaft auf dem dritten Platz. Ende Januar 2019 erhielt er vom lettischen Erstligisten FK Rīgas Futbola skola eine Einladung zum einmonatigen Probetraining mit angeschlossener Gesundheitsuntersuchung. Zuvor war er bereits vom Simba SC aus Tansania und dem TP Mazembe aus der Demokratischen Republik Kongo umworben worden. Mitte Februar 2019 gab es Meldungen, dass Bimenyimana bereits frühzeitig nach Ruanda zurückkehren sollte bzw. von Kanada aus einen Halbjahresvertrag bei einem deutschen Klub unterzeichnet hätte. Einen vom FK Rīgas Futbola skola angebotenen Vertrag unterzeichnete er nicht, da er noch eine restliche Vertragslaufzeit von sechs Monaten bei seinem Klub aus Ruanda hatte und Probleme hinsichtlich der Ablösesumme auftauchten. Danach soll er sich mit dem Aigle Noir Makamba aus Burundi geeinigt haben, wobei es jedoch ebenfalls zu Differenzen hinsichtlich der Ablöse gekommen sein soll, sodass Bimenyimana im April 2019 doch noch zum FK Rīgas Futbola skola wechselte. Von den kolportierten umgerechnet knapp 40.000 $ (3.596.000 RWF) gingen am Ende lediglich 10 % an Rayon Sports. Berichten zufolge soll ihm bereits vor dem Probetraining von den Letten ein Dreijahresvertrag und eine Ablösesumme in Höhe von 20.000 Euro in Aussicht gestellt worden sein.
Sein Debüt beim FK Rīgas Futbola skola gab er jedoch erst nach Erhalt seiner Arbeitserlaubnis am 14. Spieltag gegen den Valmieras FK. Hierbei wurde er von Valdas Dambrauskas zu Halbzeitpause eingewechselt und kam auch in den beiden nachfolgenden Ligapartien des Hauptstadtklubs zum Einsatz. Nachdem er in drei weiteren Partien im Juni uneingesetzt auf der Ersatzbank saß, gehörte Bimenyimana ab Anfang Juli nicht mehr zum Kader des lettischen Erstligisten. Kurz darauf wechselte er auf Leihbasis zu Atlantas Klaipėda in die A Lyga, die höchste Spielklasse im litauischen Fußball. Dort debütierte er am 4. August 2019 bei einer 1:3-Heimniederlage gegen den FK Žalgiris Vilnius, als er von Beginn an eingesetzt und ab der 69. Spielminute durch den Routinier Tadas Labukas ersetzt wurde. Bis zum Ende seiner Leihzeit mit Jahresende 2019 hatte es Bimenyimana auf 13 Einsätze in der höchsten litauischen Fußballliga gebracht und dabei drei Tore erzielt. Vier dieser Einsätze (und ein Tor) erfolgten im Zuge der Meisterrunde des Spieljahres 2019, die Atlantas Klaipėda jedoch auf dem letzten von fünf Plätzen beendete und daraufhin in die litauische Zweitklassigkeit absteigen musste.
Nach seiner Rückkehr nach Lettland gehörte Bimenyimana nur selten dem erweiterten Kader des FK RFS an und kam zu dementsprechend wenigen Einsätzen in der Virslīga 2020. Im August 2020, nachdem er zur Hälfte des Spieljahres lediglich auf vier Kurzeinsätze und einen Treffer gekommen war, trat der Burundier einen weiteren leihweisen Wechsel an und unterschrieb bis Jahresende beim slowakischen Erstligisten FK Pohronie. Der Klub aus der mittelslowakischen Stadt Žiar nad Hronom war erst wenige Tage davor in die Saison 2020/21 gestartet. Der Burundier wurde erstmals vom einstigen Deutschland- und Österreich-Legionär Mikuláš Radványi in der dritten Meisterschaftsrunde bei einem 1:1-Auswärtsremis gegen Spartak Trnava als Mittelstürmer eingesetzt. Von Beginn an im Einsatz, erzielte er in der 61. Spielminute nach einem geklärten Torschuss von Peter Chríbik den Treffer zum 1:1-Endstand und wurde nur eine Minute für Patrik Abrahám ausgewechselt. In weiterer Folge wurde er nahezu ausschließlich von Beginn an in der Startformation aufgestellt und kam bis zur Winterpause auf 14 Ligaeinsätze und drei -tore sowie weitere Auftritte im slowakischen Fußballpokal 2020/21. Von den 14 Meisterschaftsspielen, die Bimenyimana absolviert hatte, hatte Pohronie nur ein einziges gewonnen und rangierte auf dem letzten Tabellenplatz. Nach seiner Rückkehr nach Lettland war sein Stammklub, der FK RFS, hinter dem Riga FC Vizemeister geworden. Zu diesem Zeitpunkt war Bimenyimana bereits an COVID-19 erkrankt.

## Nationalmannschaftskarriere
Noch während seiner Zeit beim Vital’O FC kam Bimenyimana zu seinem Debüt in der burundischen A-Nationalmannschaft. Dabei setzte ihn Olivier Niyungeko beim 7:0-Sieg im freundschaftlichen Länderspiel gegen Dschibuti am 11. März 2017 ab der 70. Spielminute als Ersatz für Jean-Claude Ndarusanze ein. Drei Minuten später erzielte er nach einer Vorlage von Gaël Duhayindavyi den Treffer zum 6:0 für sein Heimatland. Zwei Tage später war er beim nächsten Länderspiel gegen Dschibuti gleich von Beginn an im Einsatz und wurde ab der 56. Minute durch den bereits genannten Ndarusanze ausgewechselt. Im Juli 2017 folgten zwei weitere Einsätze in der zweiten Runde der Qualifikation zur Afrikanischen Nationenmeisterschaft 2018. Für Burundi endeten die Bemühungen um eine Qualifikation zur Nationenmeisterschaft im darauffolgenden Jahr noch in dieser Runde.
Danach dauerte es mehr als zwei Jahre, ehe Bimenyimana wieder in der burundischen Nationalauswahl Berücksichtigung fand. In der CAF-Qualifikation zur Weltmeisterschaft 2022 kam er im Hin- und Rückspiel der ersten Runde gegen Tansania zum Einsatz und schied mit der Mannschaft noch in dieser Runde von der laufenden WM-Qualifikation aus. Anlässlich der Qualifikation zur Afrikanischen Nationenmeisterschaft 2020, die in weiterer Folge aufgrund der COVID-19-Pandemie verschoben und zur Afrikanischen Nationenmeisterschaft 2021 wurde, kam Bimenyimana nicht zum Einsatz, fand aber in der nachfolgenden Qualifikation zum Afrika-Cup 2022 Berücksichtigung. In der Gruppe E wurde er bislang (Stand: 14. Februar 2021) in den beiden Spielen im November 2019 unter Olivier Niyungeko, sowie in den beiden Partien im November 2020 unter Jimmy Ndayizeye eingesetzt und rangiert mit seinem Heimatland zwischenzeitlich auf dem dritten Platz der Gruppe E. Bis September 2023 absolvierte Bimenyimana insgesamt 20 A-Länderspiele und erzielte dabei fünf Treffer.

## Erfolge
- Ruandischer Meister: 2019
- Lettischer Pokalsieger: 2019, 2021
- Lettischer Meister: 2021